# 比苏姆-韦瑟尔布伦
比苏姆-韦瑟尔布伦（Amt Büsum-Wesselburen），是德国石勒苏益格－荷尔斯泰因州迪特马尔申县的一个市镇联合体，位于该县西部。总面积143.75平方公里，总人口1 2452（2013年12月31日）。
比苏姆-韦瑟尔布伦联合体包含18个市镇。